# Deutsche Internationale Schule in Abu Dhabi
Die Deutsche Internationale Schule in Abu Dhabi wurde 1976 als Deutsche Schule Abu Dhabi durch die Strabag AG gegründet.

## Geschichte
Im Jahr 2006/2007 erreichte die Schule die offizielle Anerkennung als Deutsche Auslandsschule. Die Schülerzahl stieg auf 138. Im Jahre 2007/2008 bekam die Schule die Genehmigung zur Einführung der gymnasialen Oberstufe und konnte im Jahr 2010/2011 erstmals die deutsche Internationale Abiturprüfung durchführen. Im Jahre 2008 gelang es, ein Abkommen mit der Regierung von Abu Dhabi zu schließen, in dem der Schule ein hochwertiges Schulgebäude kostenfrei überlassen wurde. Im Gegenzug verpflichtete sich die Schule, jährlich zehn Kinder aus dem Emirat gebührenfrei aufzunehmen.